# 胎盤停滞
胎盤停滞（たいばんていたい、英: retained placenta）とは、胎子娩出後、胎子胎盤が母胎盤から剥離しないで子宮内に残存し、一定時間内に排出されない状態である。遺残胎盤とも言う。
ウシにおいて多発し、乳牛における発生率は7％から15％とされる。ウシでは通常、胎子娩出後3時間から8時間で排出されるが、12時間以上経過しても排出されない場合を胎盤停滞という。一般に泌乳量の多いウシ、乾乳期に過肥のウシ、運動不足のウシで発生が多いものの、胎盤停滞の明確な原因は明らかにされていない。地域によってはセレンとビタミンEの欠乏が関与することもある。治療法として自然排出を待ち、排出後に抗生物質を投与する方法、胎盤の用手剥離、胎盤の軽度の牽引、オキシトシン、エストロゲンなどの子宮収縮作用を有する薬剤の投与などがある。
なお、ヒトでも起こることがあり、分娩後異常出血の原因となり得ることが知られている。